# Rochester (New Hampshire)
Rochester è una città degli Stati Uniti d'America facente parte della contea di Strafford nello stato del New Hampshire. La città inoltre include i villaggi di East Rochester e Gonic. Rochester ospita lo Skyhaven Airport e l'annuale Rochester Fair.

## Geografia fisica
Secondo i rilevamenti dello United States Census Bureau, la città di Rochester si estende su una superficie totale di 118,6 km², dei quali 1,60 km² sono occupati da acque interne, corrispondenti all'1,38% dell'intero territorio. Rochester è bagnata da vari corsi d'acqua come il Salmon Falls River e l'Isinglass River. Il punto più alto di Rochester si trova nei pressi della località di Nute Ridge, a 177 m s.l.m., all'incirca verso l'angolo nord della città.
Nel territorio comunale è compresa la località di East Rochester avente lo status di village.

## Storia
Rochester fu abitata dapprima dalla tribù nativa degli Abenaki, appartenente ai Pennacook. In questa regione pescavano, cacciavano, e coltivavano i campi, spostandosi non appena il terreno cessava di essere produttivo. Le colture principali di questi indiani erano le zucche, le zucchine, i fagioli e il mais. Il villaggio di Gonic allora si chiamava Squamanogonic, ossia "l'acqua della collina d'argilla."
La città fu una delle quattro colonie che il governatore del Massachusetts Samuel Shute stabilì nel suo breve mandato. Incorporata nel 1722, prese il nome di un amico stretto del governatore, Laurence Hyde, I Conte di Rochester, imparentato con l'allora re Giacomo II d'Inghilterra. Come era consuetudine a quei tempi, i pini più alti della zona furono riservati per la costruzione di nuove navi per la Royal Navy. Tuttavia le continue ostilità con le tribù native non permisero lo sviluppo della colonia fino al 1728, mentre continuarono solo attacchi sporadici fino al 1748. Le prime costruzioni per proteggersi furono costruite vicine nelle vicinanze dell'Haven Hill. A causa delle continue repulsioni, dal 1749 i nativi si allontanarono dal territorio di Rochester. La comunità allora includeva anche Farmington, che si sarebbe staccata nel 1798, e Milton, nel 1802.
Nel 1737, il Reverendo Amos Main divenne il primo pastore della colonia della Chiesa Congregazionale, situata a Rochester Hill. L'edificio venne poi spostato a Rochester Common, che comprendeva 1 km² di terreno, e fu chiamato Norway Plain Mille Common per l'abbondanza di pini norvegesi. Nel 1738 la comunità contava 60 famiglie. Nella piazza centrale venne posta una statua di Parson Main, scolpita da Giuseppe Moretti, che ancora si trova lì dov'era.

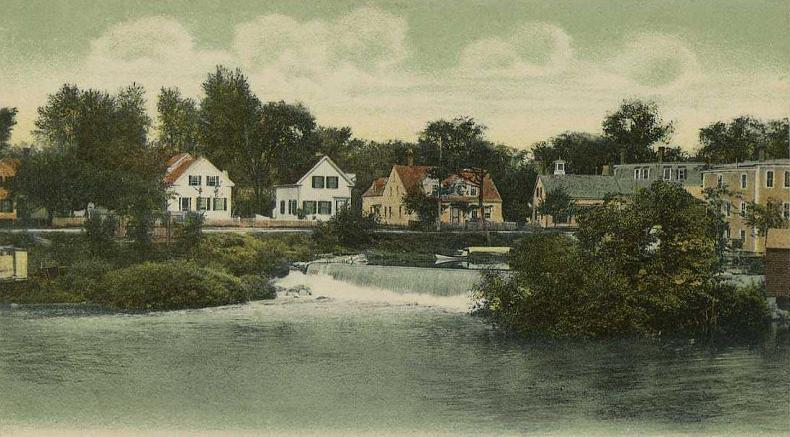
Upper Dam nel 1905

L'economia del paese si basò nei primi tempi principalmente sul legname, sebbene poco dopo si trovarono altre risorse come lo sfruttamento dei mulini a vento sul Cochecho River per produrre energia idroelettrica. Nel 1806 erano operativi 6 concerie, una segheria, e numerosi mulini. Fra il 1820 e il 1830 la città si distinse nei campi dell'ebanisteria e dell'orologeria. La Mechanics Company nenne fondata nel 1834, producendo lane e tessuti che sarebbero stati premiati per la loro qualità nel 1853 all'esposizione di New York. La Norway Plains Woolen Company produsse anche i vestiti utilizzati dai Nordisti durante la Guerra di Secessione, ma dovette chiudere i battenti verso la fine del secolo.
Nel 1854 nacque la E.G. & E. Wallace Shoe Company, che divenne subito la più grande industria della città, con oltre 700 operai al lavoro nel 1901. Il nome negli anni venti mutò in Rochester Shoe Corporation. La Kessel Fire Brick Company di Gonic invece aprì nel 1889, e servì con i suoi mattoni per la costruzione dell'Università Harvard. A quei tempi passavano per la città ben quattro linee ferroviarie, e Rochester fungeva da incrocio fra Haverhill (Massachusetts) e Portland (Maine). Nel 1875 nacque anche la Rochester Fair. Nel 1891 Rochester divenne ufficialmente una città.
Durante la Grande depressione, molte delle tradizionali industrie di Rochester dovettero spostarsi negli stati più a sud o addirittura dovettero dichiarare bancarotta. Nonostante ciò si conservarono i resti dell'architettura dell'era agricola, come la biblioteca pubblica, disegnata dagli ingegneri di Concord Randlett & Griffin, costruita nel 1905 con un contributo di $20,000 da parte di Andrew Carnegie.

## Popolazione

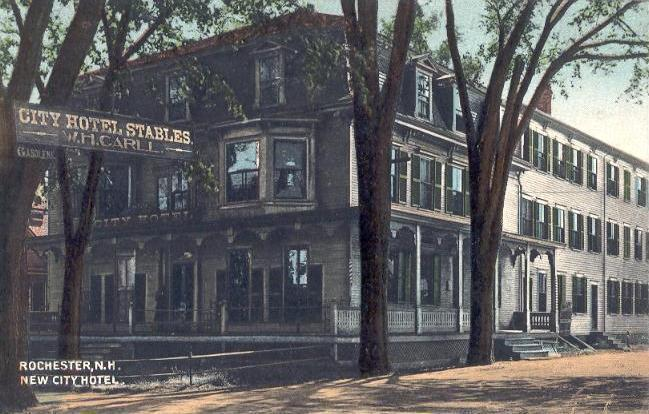
City Hotel nel 1910

Secondo il censimento del 2000, a Rochester vivevano 28.461 persone, ed erano presenti 11.434 proprietari di immobili e 7.649 famiglie residenti. La densità di popolazione era di 243,4 ab./km². Nel territorio comunale erano presenti 11.836 unità edificate. Per quanto riguarda la composizione etnica degli abitanti, il 97,12% era bianco, lo 0,52% era afroamericano, lo 0,22% era nativo, lo 0,87% era asiatico, lo 0,03% veniva dall'Oceano Pacifico, lo 0,26% era di altre razze, mentre lo 0,98% era di due o più razze. La popolazione di ogni razza proveniente dall'America Latina corrisponde allo 0,90% degli abitanti.

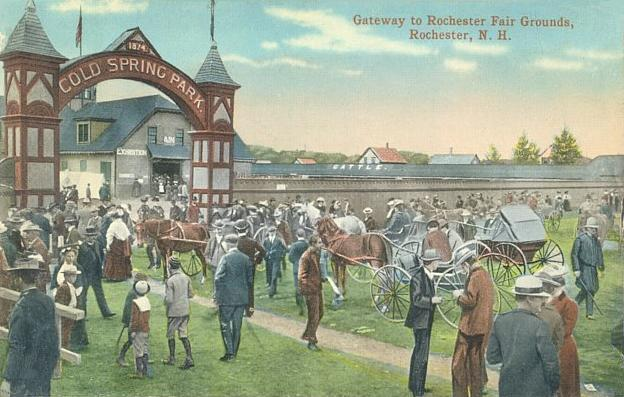
Fiera di Rochester nel 1910

Per quanto riguarda la suddivisione della popolazione in fasce d'età, il 25,3% era al di sotto dei 18, il 7,7% fra i 18 e i 24, il 31,5% fra i 25 e i 44, il 22,1% fra i 45 e i 64, mentre infine il 13,5% era al di sopra dei 65 anni di età. L'età media della popolazione era di 37 anni. Per ogni 100 donne residenti vivevano 94,6 maschi. Per ogni 100 donne residenti sopra i 18 anni vivevano 90,3 maschi.

## Monumenti e luoghi d'interesse
- Rochester Historical Society Museum
- Rochester Opera House
- Rochester Common
- Spaulding High School
- Lilac Mall

## Galleria d'immagini

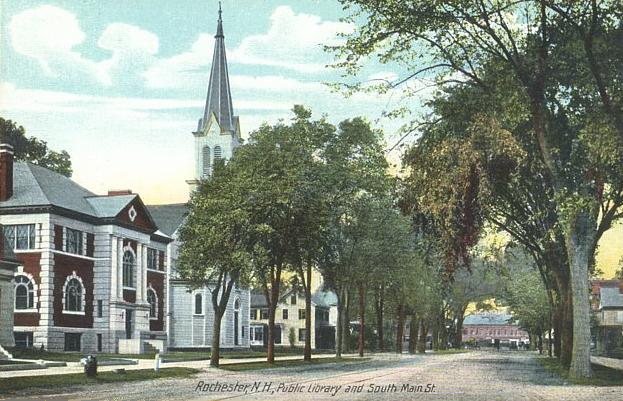
La biblioteca nel 1908
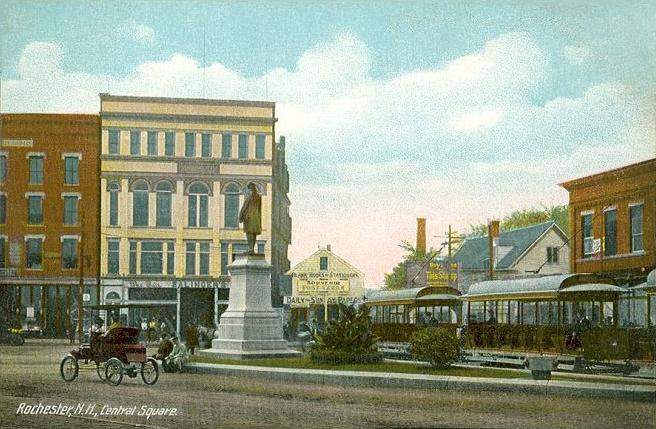
La piazza centrale nel 1909
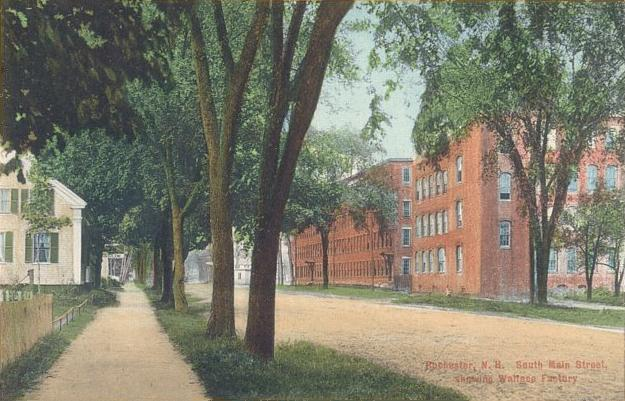
Wallace Factory nel 1910
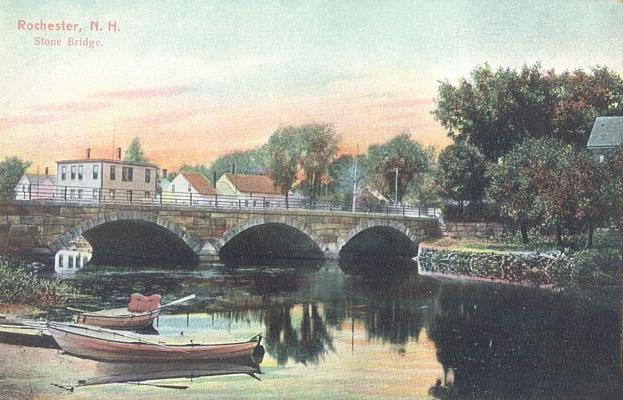
Stone Bridge nel 1910